# انفجار نارنجک در تربت جام
انفجار نارنجک در تربت جام، حادثه‌ای تروریستی بود که در مراسم شام غریبان در یکی از حسینیه‌های شهر تربت جام و در ساعت ۲۰ و ۴۵ دقیقه روز چهارشنبه ۱۸ دی ۱۳۸۷ روی داد. بر اثر این انفجار ۱ نفر به نام میلاد لرزان کشته و ۳۰ نفر زخمی شدند. پرتاب نارنجک توسط یک فرد موتورسوار انجام شده بود. چند تن از مظنونان به دست داشتن در حمله دستگیر شدند.
خبرگزاری مهر که این خبر را منتشر کرده به تعداد و هویت دستگیرشدگان اشاره نکرده اما به نقل از نیروهای امنیتی و انتظامی گزارش داده «نتیجه اعترافات آن‌ها، وابستگی عاملان این حادثه به عوامل بیگانه را اثبات می‌کند.» هرچند در نقطه مقابل سازمان مجاهدین در بیانیه‌ای انتساب چنین حادثه‌هایی را به عوامل بیگانه و سازمان مجاهدین را «یک سناریوی... از پیش طراحی‌شده» خواند و دخالت این سازمان را در این حادثه را رد نمود.

## رویداد
یکی از دسته‌جات عزاداری امام حسین بعد از مراسم شام غریبان به منازل کشته‌شدگان جنگی این شهرستان مراجعه می‌کردند که در مسیر بازگشت یکی از این دسته‌جات، راکب یک موتور سیکلت با همراهی یک نفر دیگر  طی اقدامی با پرتاب یک نارنجک به میان عزاداران باعث مرگ یک نفر و زخمی شدن تعدادی دیگر از مردم شد. وی پس از این اقدام به سرعت از صحنه گریخت.
یکی از حاضران که مداح مراسم بوده و در پی این انفجار زخمی نیز شده بود اظهار داشت:
طبق سنت هر ساله از مسجد امام جعفر صادق (ع) در حال حرکت به سوی منزل یکی از خانواده‌های شهدا در خیابان آزادگان بودیم که دو موتورسیکلت سوار به هیئت عزاداری نزدیک شد، ابتدا راکب یکی از آن دو ترقه‌ای را به سوی هیئت پرتاب کرد که در این لحظه حواس همگان به صدای ایجاد شده پرت شد و بلافاصله موتورسوار دیگری نارنجک را به حدفاصل من و شهید میلاد لرزان پرتاب و سپس متواری شد. وی گفت: با انفجار نارنجک تعدادی از سوگواران مجروح شدند و مراسم عزاداری به صحنه دیگری تبدیل شد به گونه‌ای که همگان با نگرانی به امر انتقال مصدومین به بیمارستان پرداختند.

## واکنش‌ها
غلامرضا اسداللهی نمایند مردم تربت جام در مجلس شورای اسلامی با بیان این نکته که عاملان این حادثه عناصر فریب‌خورده و مربوط به گروه‌های افراطی و وهابی بوده‌اند آن را محکوم کرد.
در پی این حادثه ائمه جمعه سنی و شیعه شهرستان تربت جام این اقدام را محکوم کردند.
معاون سیاسی و اجتماعی استاندار خراسان رضوی گفت: این اقدام در تربت جام تحت تأثیر تفکرات وهابیت صورت گرفته‌است. وی همچنین معتقد است که این حمله توسط دو نفر از آدم‌های جاهل و فریب خورده صورت گرفته و این افراد سابقه ارتباط پیوسته با گروه‌های خارج از کشور نداشته‌اند.